# Automatische Tubuskompensation
Die automatische Tubuskompensation (engl. Automatic Tube Compensation, ATC) ist eine Zusatzoption bei der Beatmung.
Mit Hilfe dieser Funktion wird der Beatmungsdruck an den Tubuswiderstand angepasst, um die Atemarbeit, die durch den die Atemwege verengenden Tubus erhöht ist, für den Patienten zu erleichtern.
Diese zusätzliche Druckunterstützung erfordert das Einstellen des Innendurchmessers und der Unterscheidung Trachealkanüle/Endotrachealtubus (indirekt also der Länge), da hiervon der Widerstand abhängig ist. Außerdem kann man den Grad der Kompensation einstellen, üblich sind Werte zwischen 80 und 100 %. Aus diesen Daten berechnet der Respirator die für den jeweiligen Gasfluss (Flow) benötigte Druckunterstützung, so dass ein spontan atmender Patient von der Atemanstrengung her das Gefühl hat, er sei nicht intubiert. Dieses ermöglicht die Beurteilung, ob der Patient die Atemarbeit ohne Trachealtubus leisten kann oder noch weiterer Unterstützung bedarf, daher nennt man die ATC auch „die elektronische Extubation“.
ATC ist eine eingetragene Marke der Drägerwerk AG.